# Jasus
Genre
Jasus est un genre de crustacés de l'ordre des décapodes (les décapodes ont cinq paires de pattes).

## Liste des espèces
Selon World Register of Marine Species (19 décembre 2024) :
- Jasus caveorum Webber & Booth, 1995
- Jasus edwardsii (Hutton, 1875)
- Jasus frontalis (H. Milne Edwards, 1837) — Langouste de Juan Fernandez
- Jasus lalandii (H. Milne Edwards, 1837)
- Jasus paulensis (Heller, 1862) — langouste de Saint-Paul

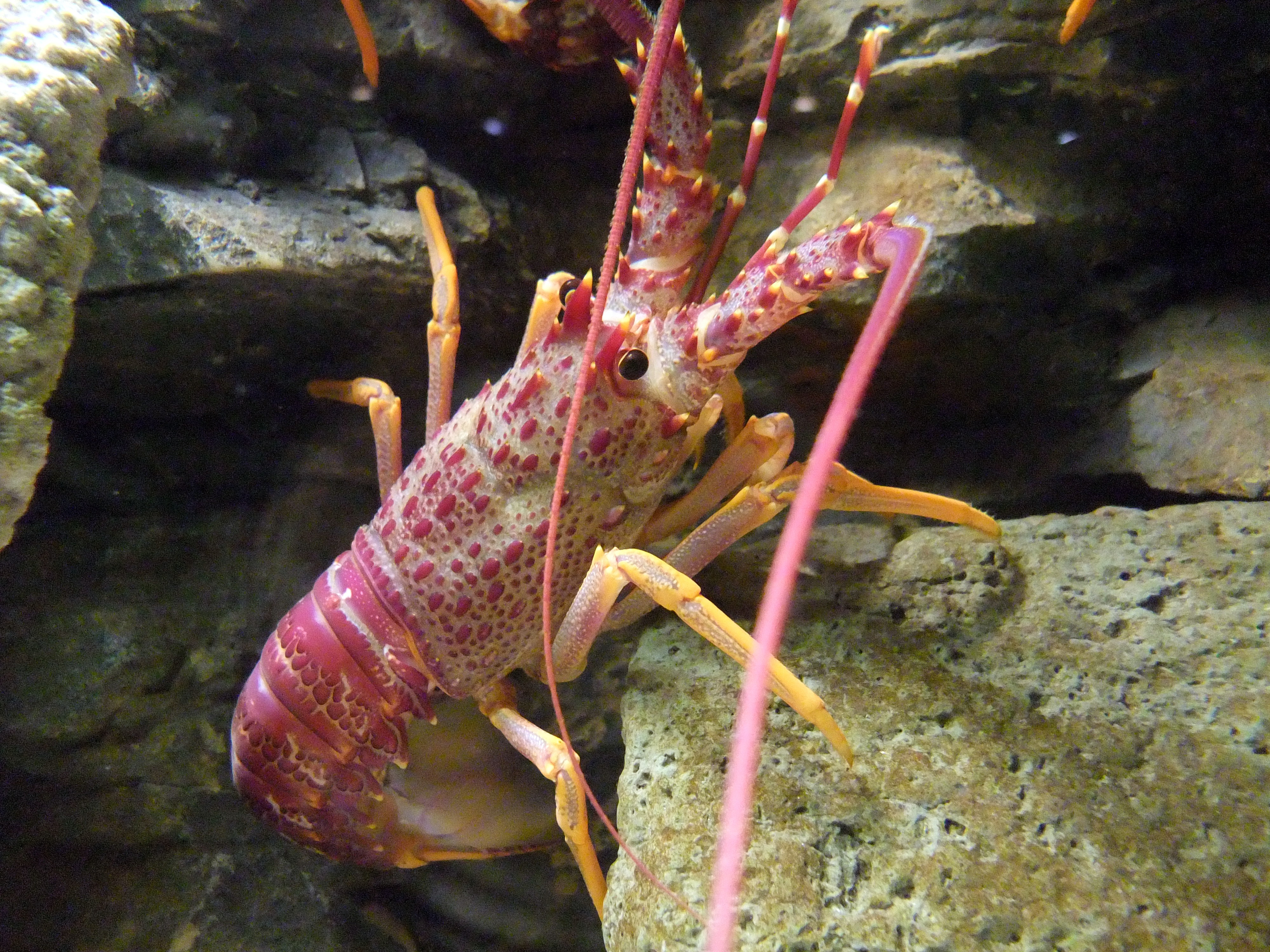
Jasus edwardsii
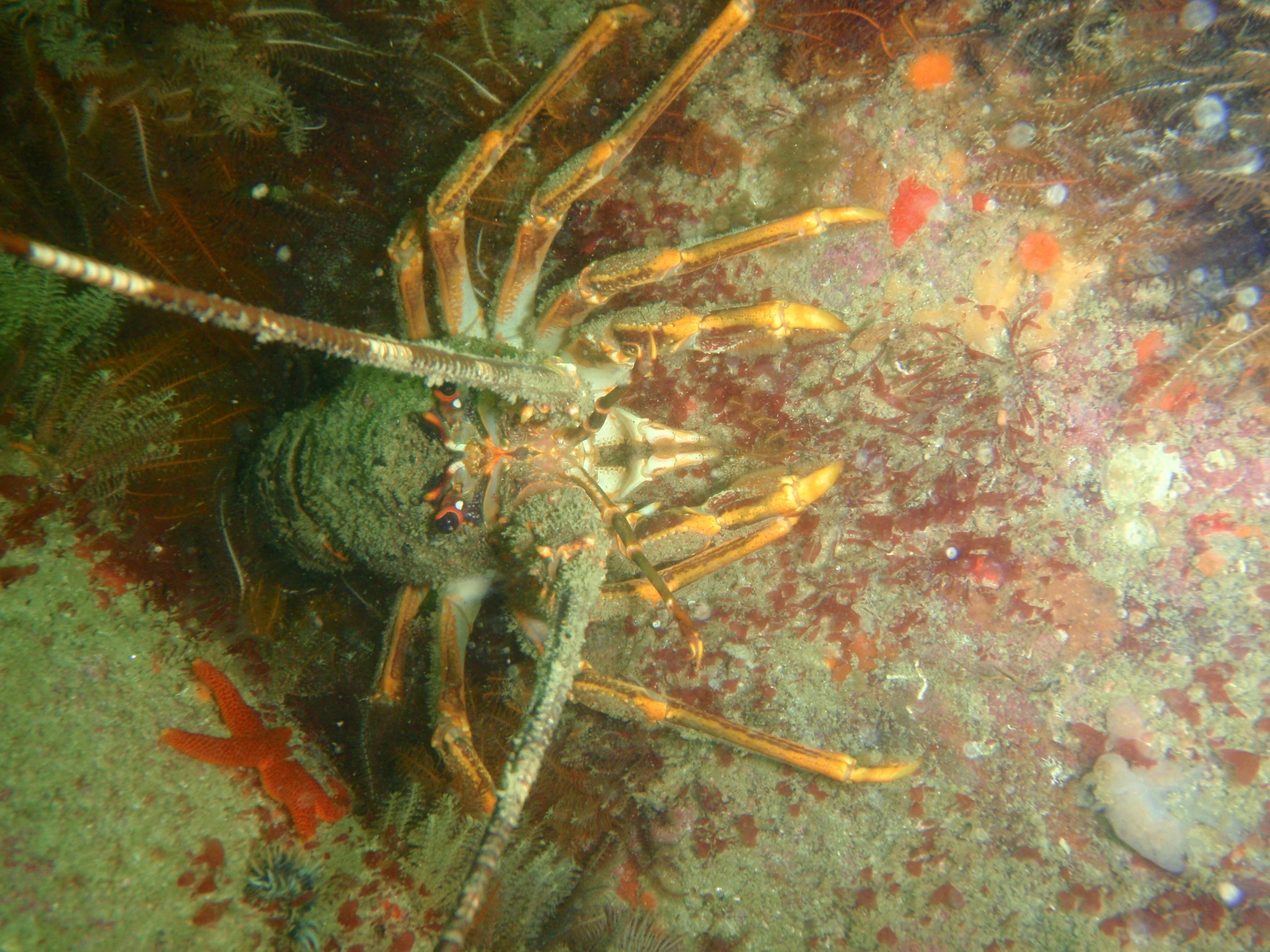
Jasus lalandii